# Nils Apelman-Öberg
Nils Gustav Ludvig Apelman-Öberg, född 22 februari 1912 i Sankt Matteus församling i Stockholm, död 2 juni 1997 i Danderyd, var en svensk konstnär.
Han var son till handelsresanden Gustav Öberg och Hedvig Lagerquist och gift 1934–1943 med Ellen Björling. Efter studentexamen arbetade Apelman-Öberg som målarlärling, samtidigt bedrev han tekniska studier. Han ändrade inriktning och studerade vid Konsthögskolan 1943–1947 och under studieresor till Norge och Frankrike 1948–1949. Separat ställde han ut på Rålambshof 1945 och tillsammans med Hans Ekvall på Galerie Acté 1948. Hans konst består av stilleben, figurer och landskap i ett fritt koloristiskt maner. Apelman-Öberg är representerad vid Moderna museet och Gustav VI Adolfs samling. Han är begravd på Danderyds kyrkogård.